# Sveavägen

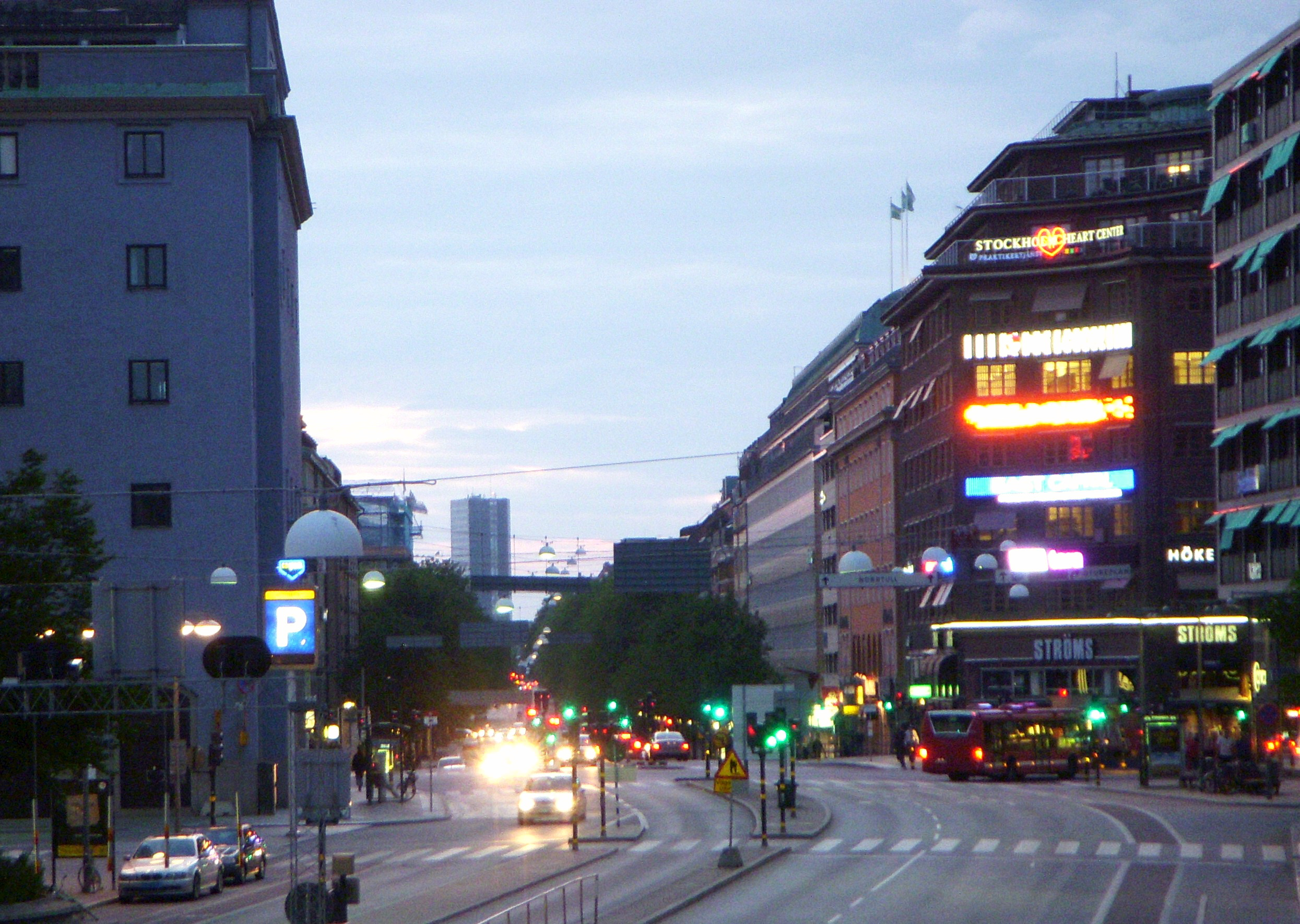
Sveavägen mot norr från Konserthuset.

Sveavägen är en huvudgata genom stadsdelarna Vasastan och Norrmalm i Stockholms innerstad. Namnet är officiellt sedan namnrevisionen 1885. Sveavägen börjar vid Sergels torg och går i nordnordvästlig riktning fram till Sveaplan där den svänger nästan 90° och övergår i västlig riktning fram till Norrtull. Gatan är cirka 2 500 meter lång. I samband med genomförandet av projektet Hagastaden kommer en cirkulationsplats att byggas vid Norrtull och gatan få en nysträckning fram dit.

## Historia

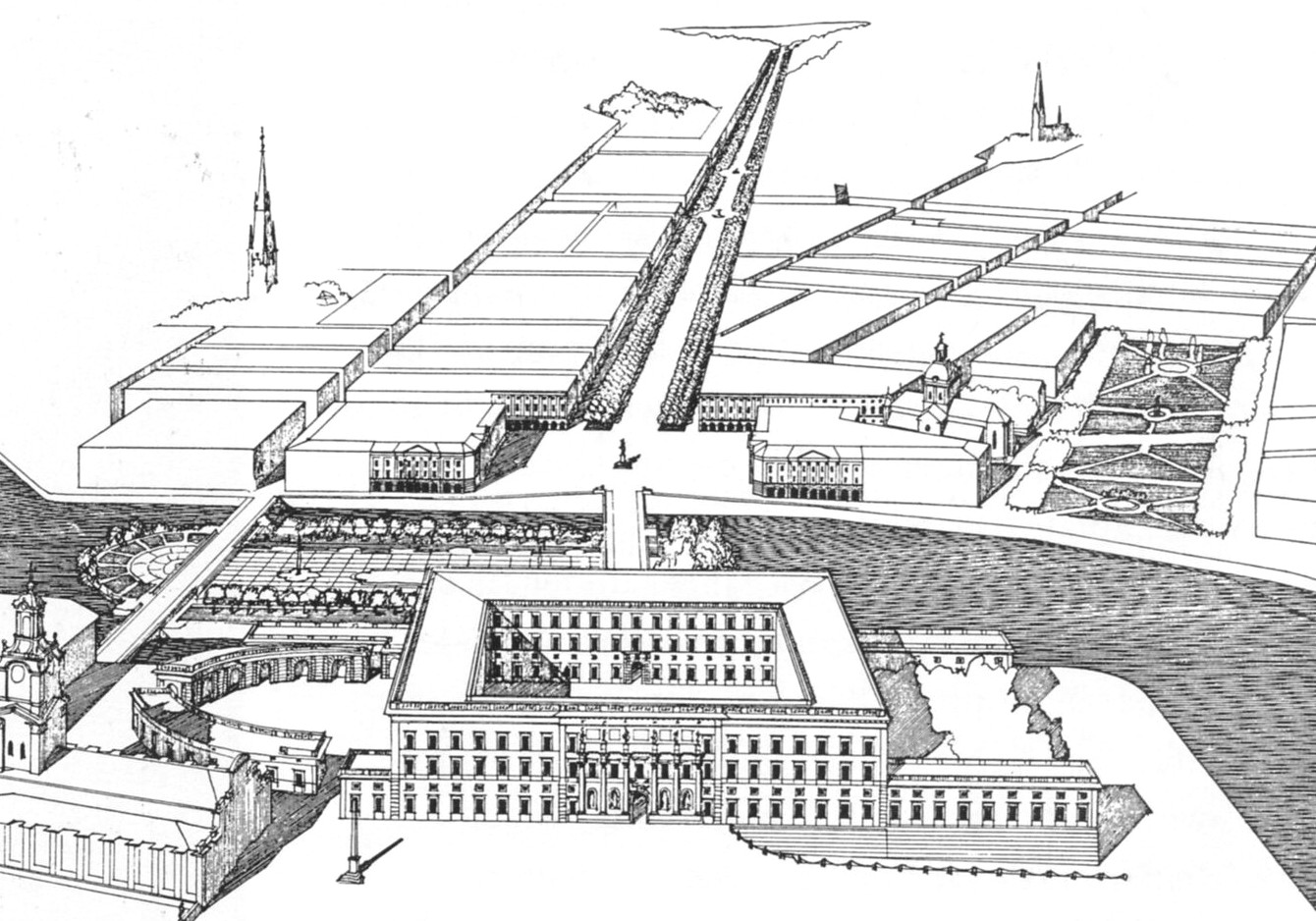
Förslag till Sveavägens breddning och förlängning. Stockholms slott syns längst fram, vy mot norr.

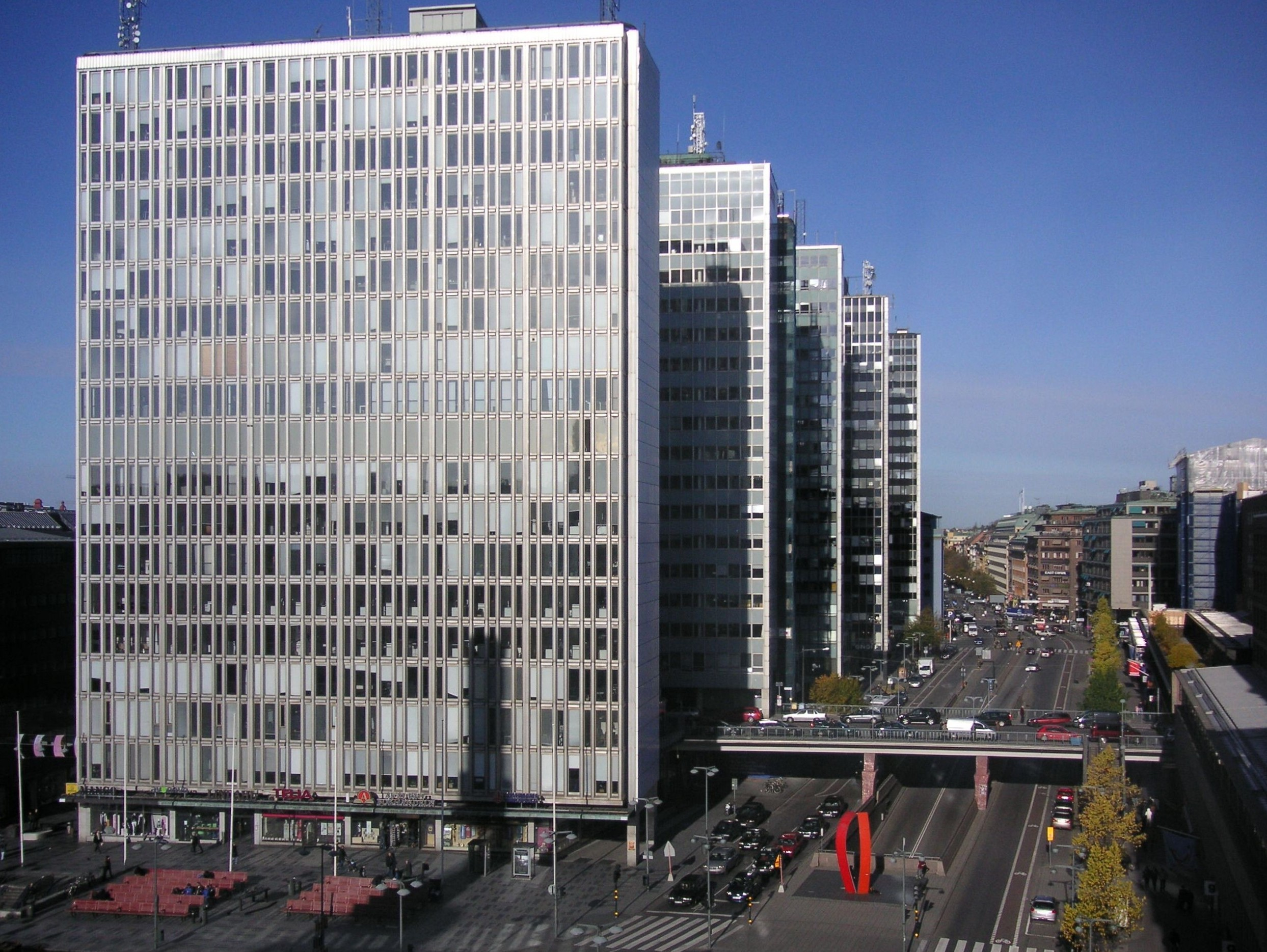
Södra Sveavägen mot norr från Kulturhuset.

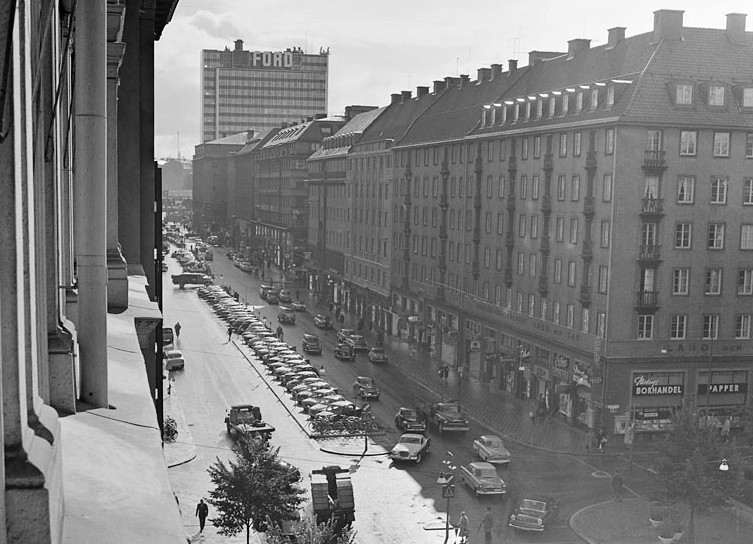
Sveavägen mot syd 1960.

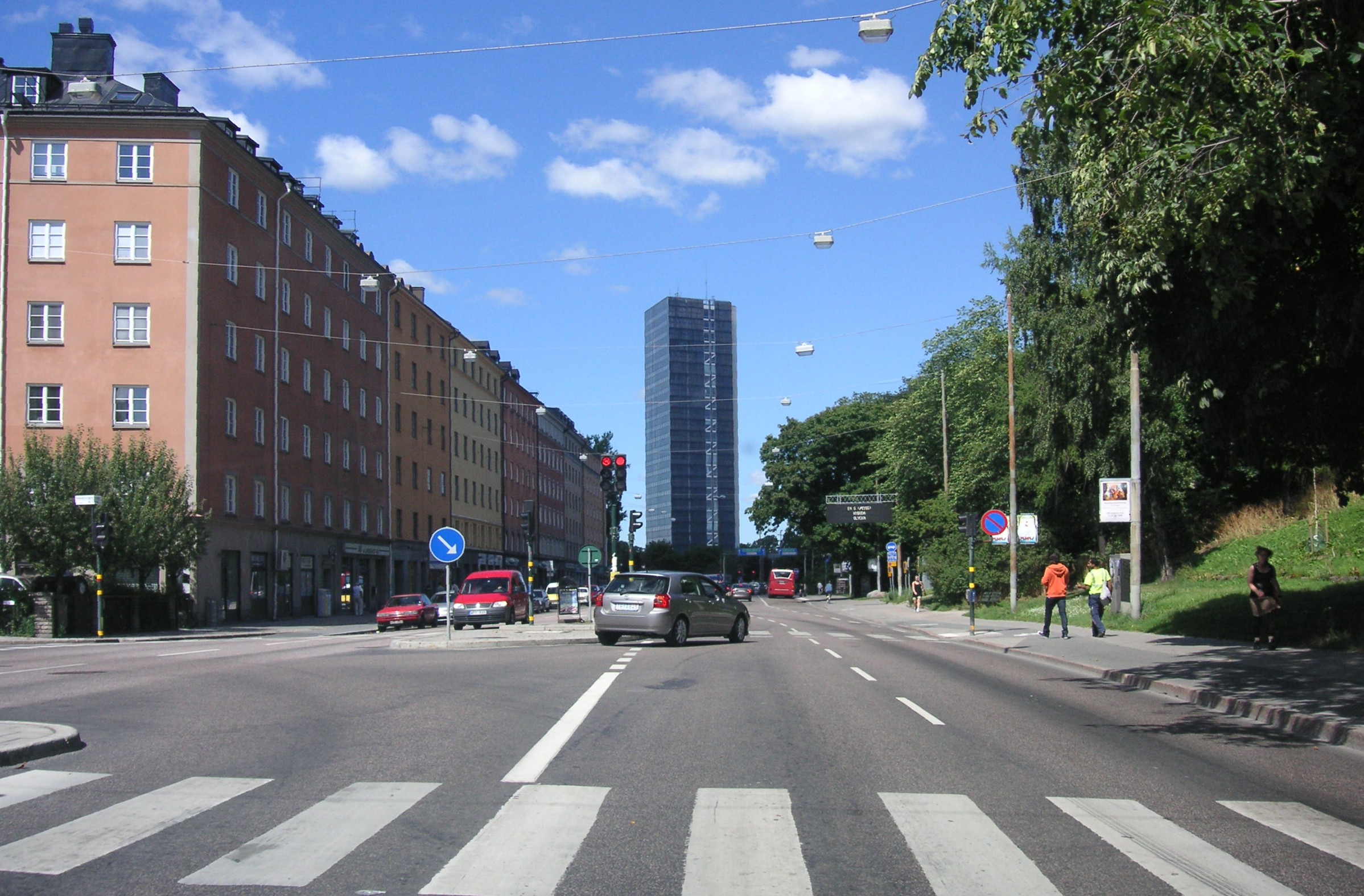
Norra Sveavägen mot Sveaplan, i bakgrunden syns Wenner-Gren Center.

Gatan har haft många olika namn, längd och bredd genom åren. Det äldsta kända namnet är Roslagsgatan i mitten på 1600-talet, och Krutbrännargatan var ett namn som emellanåt förekom på 1600- och 1700-talen. Båda namnen fick ge vika för Badstugatan, sedermera Stora Badstugatan. Både den och den parallella Lilla Badstugatan mellan Rådmansgatan och Markvardsgatan försvann då Sveavägen breddades på 1920-talet, liksom Sveabron som tidigare ledde Odengatan över Stora Badstugatan. Bron finns fortfarande kvar under dagens korsning.
Enligt en ofta återgiven men felaktig uppgift hade kung Gustav III visioner om en stor och bred esplanadliknande gata från Stockholms slott ända upp till Brunnsviken, för att visuellt sluta i Stora Haga slott (ej att förväxlas med dagens Haga slott). Resterna av det påbörjade slottet är Haga slottsruin. En av dem som felaktigt tillskrivit Gustav III denna idé är Albert Lindhagen i den kända plan från 1866 som betecknas som hans. Troligt är att ett gatuprojekt som utformats av Jean de la Vallée felaktigt tillskrivits Gustav III.
Det nybildade stadsfullmäktige tillsatte 1864 Lindhagenkommittén under Albert Lindhagen som skulle studera frågan om gatureglering på Stockholms malmar, det resulterade 1866 bland annat i kommitténs förslag till stadsplan för Norrmalm, där en 70 meter bred Sveaväg (lika bred som Champs-Elysées) skulle löpa från Gustav Adolfs torg i söder till en stjärnplats (sedermera Sveaplan) vid Bellevueparken i norr. Men Lindhagen fick inte helt som han ville, beredningsutskottets slutliga förslag till stadsplan presenterades 1878 och där stannade Sveavägen i höjd med Kungsgatan. Enligt Lindhagen skulle Sveavägen bli en "pulsåder för trafiken, luften och ljuset".
Länge ville Albert Lilienberg, Stockholms stadsbyggnadsdirektör mellan 1928 och 1944, förlänga Sveavägen söderut till Norrbro enligt Lindhagens idé. Efter en lång och hård debatt mellan politiker, trafiktekniker och arkitekter enades man 1945 i samband med Norrmalmsregleringen om att Sveavägen skulle sluta strax norr om Brunkebergstorg vid ett helt nytt torg, Sveaplatsen, som så småningom blev Sergels torg. Korsningen med Kungsgatan skulle bli planskild och trafiken skulle föras vidare till Vasagatan och Regeringsgatan, som skulle breddas kraftigt, liksom Hamngatan och Klarabergsgatan. I den mer utarbetade planen från 1946 slopades den planskilda korsningen och det bestämdes att Sveavägens trafik skulle föras i en tunnel (Klaratunneln) via Tegelbacken till Centralbron. 1965 föreslog arkitektgruppen EGT en fortsättning av gatustråket, från Sergels torg till Gustav Adolfs torg, men fick inte gehör för idén.

## Kollektivtrafik
- Tunnelbanan har två stationer med uppgång vid Sveavägen: Hötorget samt Rådmansgatan.
- Vid korsningen Sveavägen/Odengatan (hållplatsnamn Stadsbiblioteket) stannar busslinjerna 2[8], 4[9], 6, 50, 61, 67, 515[10] och 516.Sveavägen år 1931, vy mot norr nära korsningen mot Apelbergsgatan. Den lägre bebyggelsen till höger ersattes några år senare av Thulehuset.

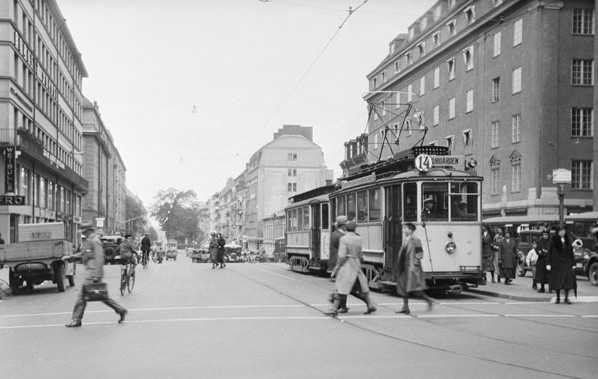
Sveavägen år 1931, vy mot norr nära korsningen mot Apelbergsgatan. Den lägre bebyggelsen till höger ersattes några år senare av Thulehuset.

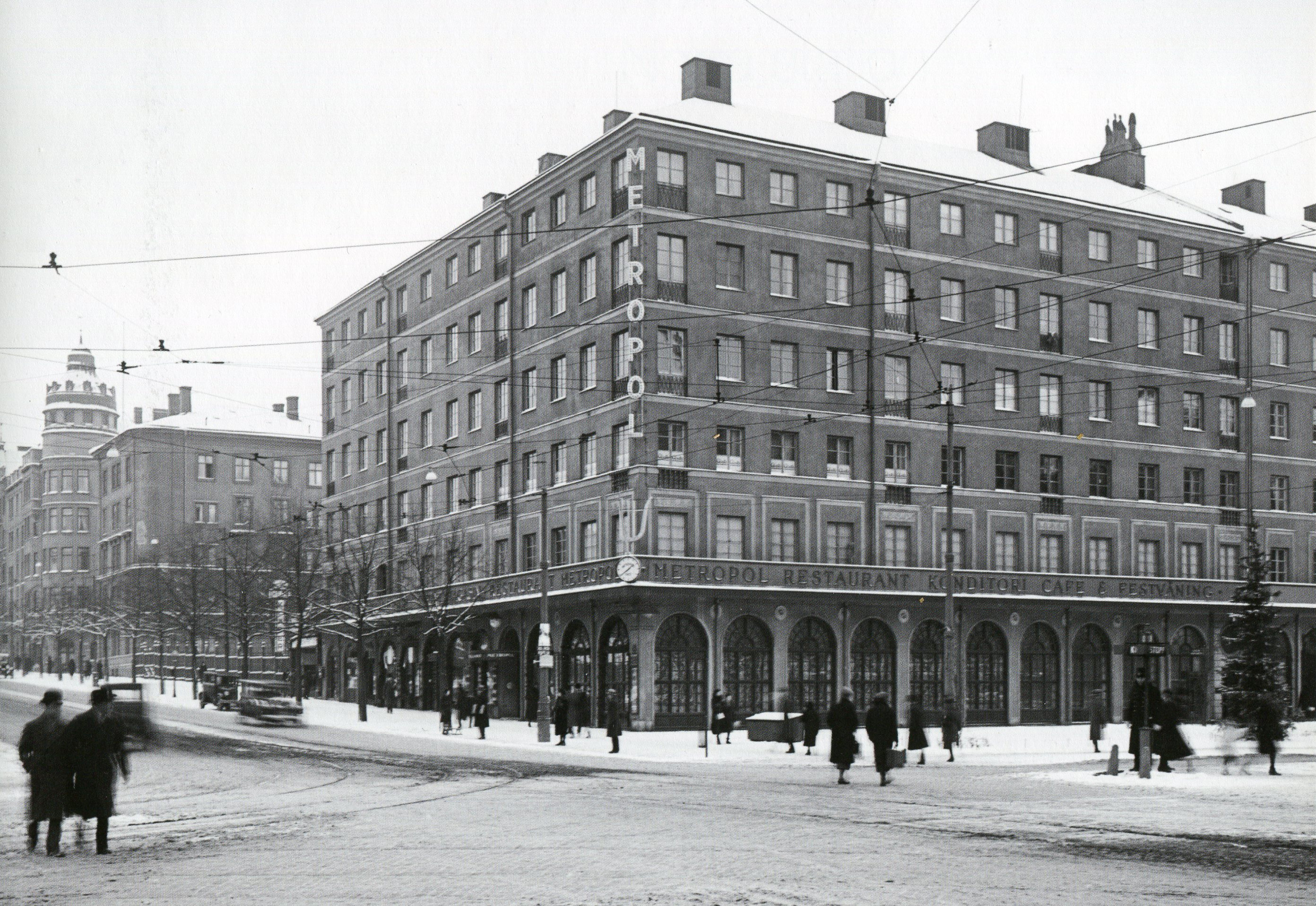
Metropol-Palais, Sveavägen 77, 1930.

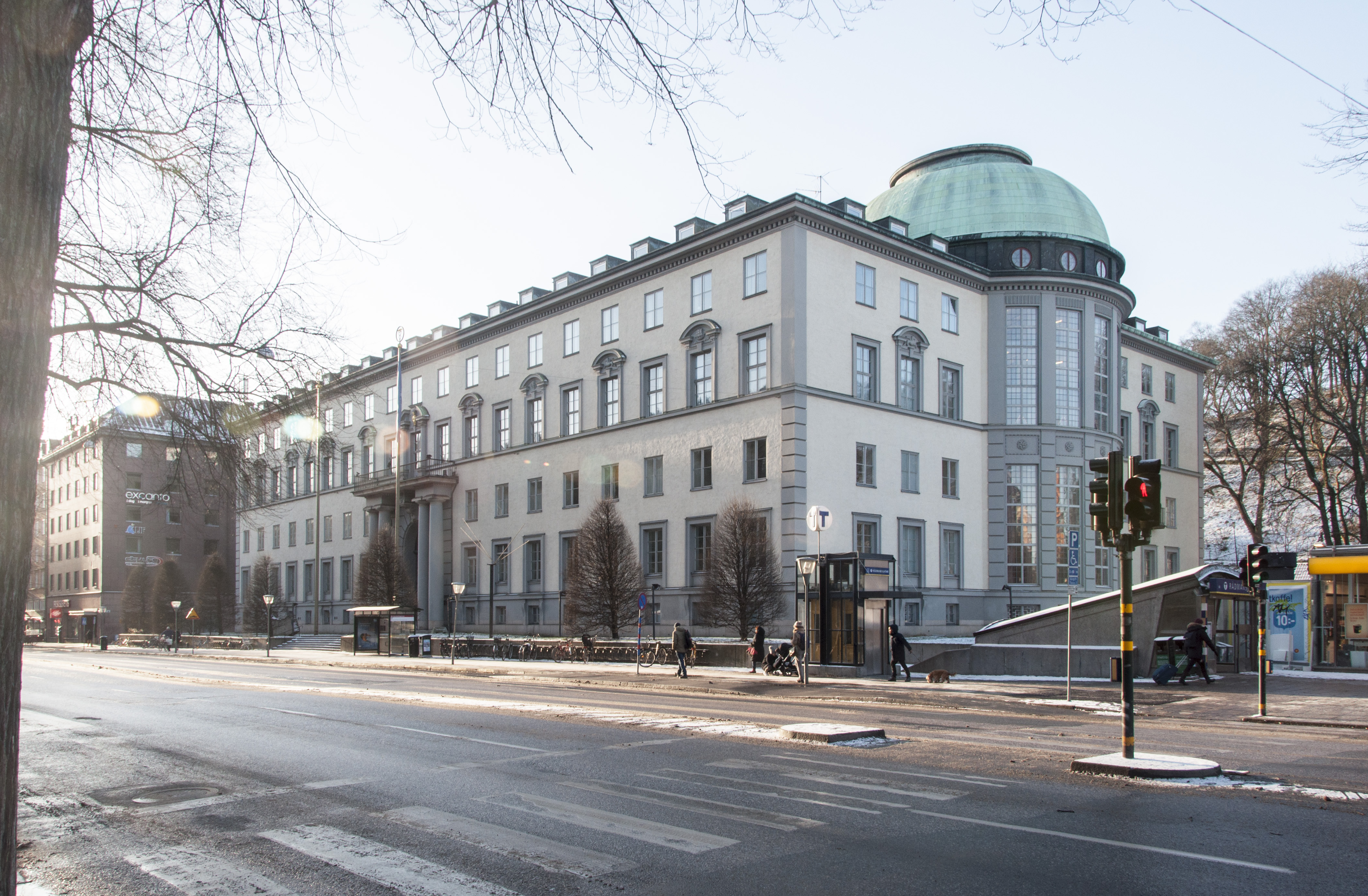
Handelshögskolan i Stockholms huvudbyggnad, Sveavägen 65, 1925.

## Byggnader
- Hötorgsskraporna, Sveavägen 5-17.
- Konserthuset, Sveavägen 19.
- Adolf Fredriks kyrka, uppförd 1768–1774, arkitekt Carl Fredrik Adelcrantz. Gravar för bland andra Hjalmar Branting, Sven Hedin, Olof Palme och Johan Tobias Sergel.
- ABF-huset, Sveavägen 41.
- Skandiahuset (Thulehuset), Sveavägen 44.
- Biografen Grand, Sveavägen 45.
- Ateneums flickskola, Sveavägen 48, ursprungligen skolbyggnad för privat flickskola 1910 - 1939[11]. Sedan 2011 inrymmer fastigheten ett hotell.
- Bonnierhuset, Sveavägen 52.
- Handelshögskolans i Stockholm huvudbyggnad uppfördes 1925 på Sveavägen 65, arkitekt Ivar Tengbom. Handelshögskolan i Stockholm flyttade in i den nya byggnaden 1926, från sina tidigare lokaler i Brunkebergs hotell på Brunkebergstorg 2 på Norrmalm i Stockholm. Byggnaden på Sveavägen 65 finansierades genom stora donationer från bland andra Knut Agathon Wallenberg genom Knut och Alice Wallenbergs stiftelse och ägs av Handelshögskoleföreningen.
- Socialdemokraternas partihögkvarter i Sverige ligger på Sveavägen 68, Stockholm.
- Stockholms stadsbibliotek, Sveavägen 73, uppfört 1928, arkitekt Gunnar Asplund. Byggnaden finansierades genom stora donationer från bland annat Knut och Alice Wallenbergs stiftelse och ägs av Stockholms stad.
- Cederdals Malmgård, Sveavägen 154, uppförd under första hälften av 1700-talet.

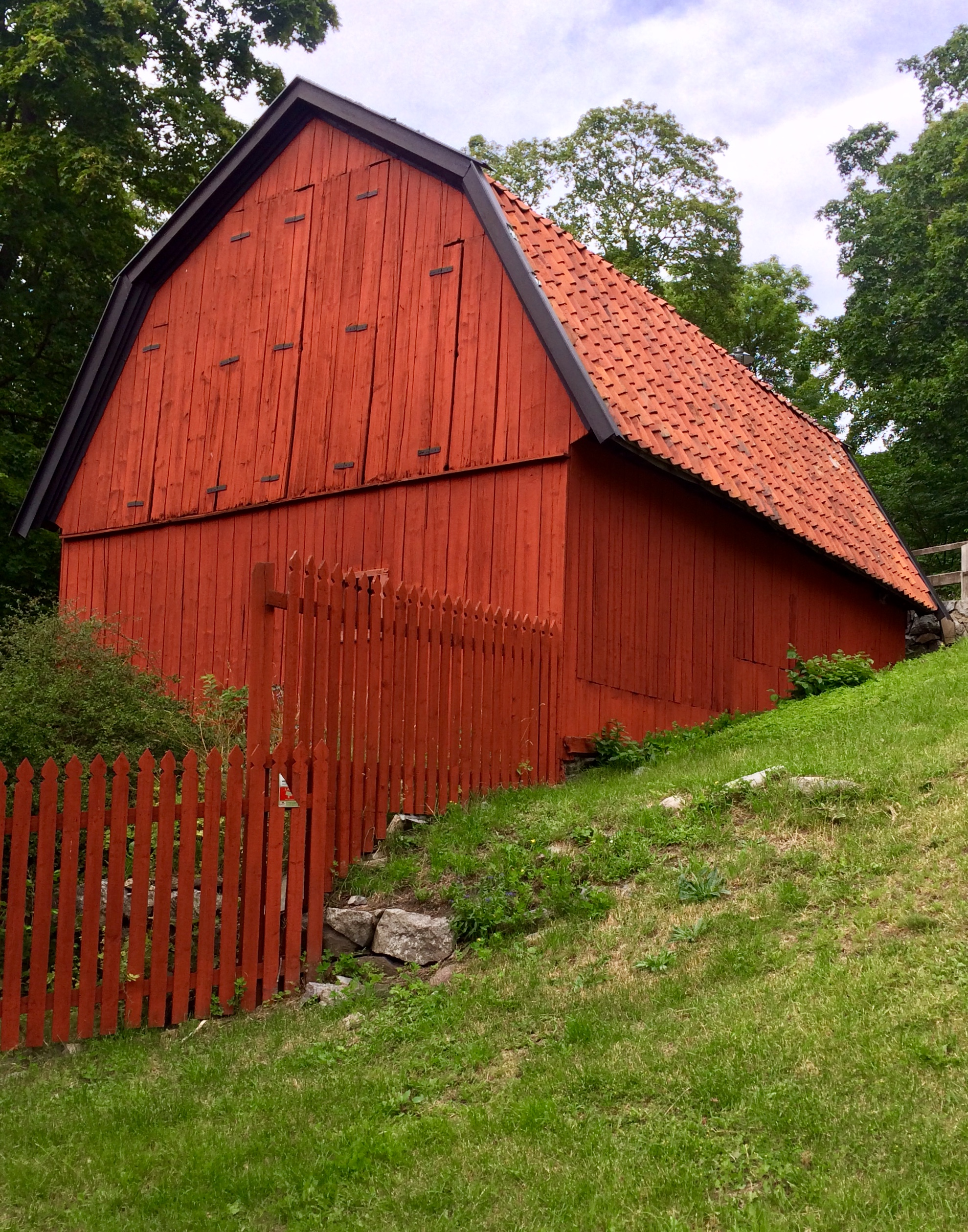
Stockholms sista tobakslada.

- Stockholms sista tobakslada. Tobaksladan, Sveavägen 154. Tobaksladan användes för att torka tobak och är den enda kvarvarande av de många tobaksladorna som fanns i Stockholms innerstad fram till början av 1900-talet .

## Historiska byggnader
- Metropol-Palais, Sveavägen 77, ursprungligen påkostad biograf från 1927 ritad av arkitekt Björn Hedvall som restes på tidigare platsen för Asylet för Pauvres Honteux och Hazeliushuset. I bottenvåningen låg restaurangen Metropol fram till 1985 då Hard Rock Cafe tog över lokalen[12].
- Sveahallen,  Sveavägen 90, var en saluhall i kvarteret Sjökatten belägen i hörnet av nuvarande Sveavägen / Kungstensgatan i Vasastaden, Stockholm. Hallen byggdes 1889–1890 efter ritningar av arkitekt Ernst Haegglund och revs 1930 i samband med att på tomten Sjökatten 13 uppfördes en ny bostads- och affärsbyggnad. Sveahallen 1910-tal

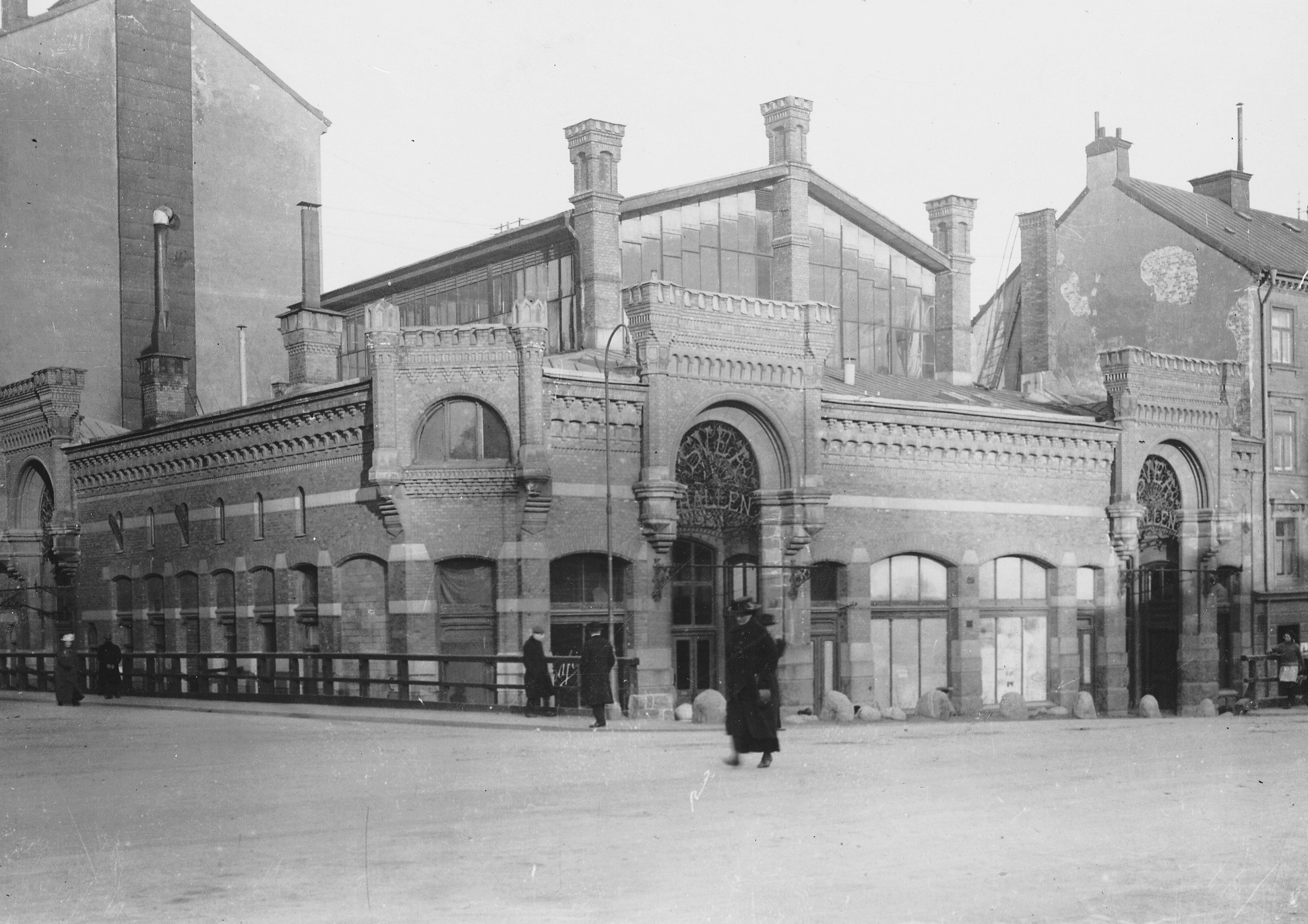
Sveahallen 1910-tal

## Kultur
- Lena Nyman, svensk skådespelerska, bodde under många år på Sveavägen 74, hörnet Sveavägen/Rådmansgatan[12].
- Filmaren Mauritz Stiller bodde under en period i en våning på Sveavägen 114. Våningen övertogs sedermera av skådespelaren och regissören Hasse Ekman[12].
- Flickmördaren i filmatiseringen av Maj Sjöwalls och Per Wahlöös Mannen på balkongen bor på Sveavägen 132[12].
- I ett avsnitt av tv-serien Snobbar som jobbar är en av scenerna förlagd i Handelshögskolans lokaler.[12]
- Pink Floyd gjorde sin första spelning i Sverige den 10 september 1967 i jazzklubben Gyllene Cirkeln, belägen i ABF-huset på Sveavägen 41[13].
- Hard Rock Cafe, Sveavägen 77, öppnat den 16 april 1985

## Statyer
- Bysten av Karl Staaff, som idag står i parken vid spetsen av Regeringsgatan/Birger Jarlsgatan, stod förut i en liten allé på Sveavägen i höjd med Kammakargatan. Den flyttades i samband med bygget av tunnelbanan.

## Skulpturer
- Skulptur (Sveavägen 18) av Gun Gordillo från 1998. Neonskulpturen anknyter i sin blå färg till Konserthuset som ligger på andra sidan Sveavägen en bit bort[14]. Utgör en av fem konstverk i ett icke avslutat projekt att göra ett skulpturstråk på Sveavägen[15].
- Ungdom (Sveavägen 67) av Nils Mölleberg från 1934. Står på  i Observatorielunden närmast nedgången till Rådmansgatan t-bana, uppgång Handelshögskolan[16].
- Skulptur av Claes Hake utanför Handelshögskolan.
- Xral, stålrörsskulptur norr om Handelshögskolan i Stockholms huvudbyggnads entré av Olle Bærtling (1911–1981).
- Dansande Ungdom  (1937), vid dammen i Observatorielunden i Stockholm av Ivar Johnsson.

## Parker
- Vanadislunden
- Observatorielunden

## Händelser

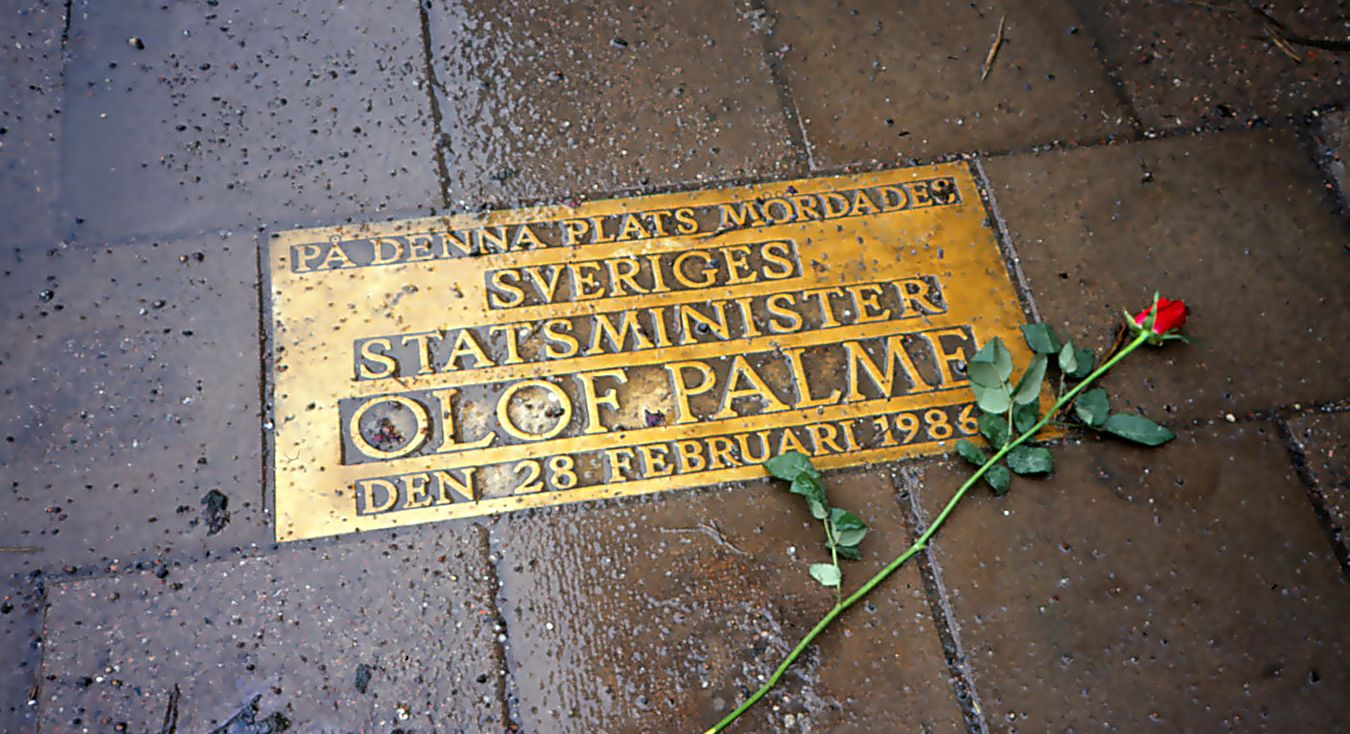
Minnesmärket efter Palmemordet.

Den 28 februari 1986 mördades Olof Palme i  korsningen Sveavägen/Tunnelgatan. Idag finns ett minnesmärke vid platsen där han blev skjuten. Tunnelgatan västerut från Sveavägen namnändrades efter dådet till Olof Palmes gata.